# Henriqueta Godinho Gomes
Henriqueta Godinho Gomes foi uma política na Guiné-Bissau.
Gomes esteve algum tempo ativa no Partido Africano para a Independência da Guiné e Cabo Verde. Entre 1998 e 1993, ela atuou como ministra dos assuntos sociais e saúde pública; de 1993 a 1994, ela atuou como ministra do trabalho.